# Ude
Ude je priimek več znanih Slovencev:
- Aleš Ude (*1966?), biokibernetik, robotik
- Janez Ude, načelnik štaba poveljstva/pokrajinskega štaba TO za Gorenjsko 1991
- Jernej Ude (1934—1989), gozdarski strokovnjak
- Lojze Ude (1896—1982), pravnik, publicist in zgodovinar ter strokovnjak za narodnostna vprašanja
- Lojze Ude (*1936), pravnik, univerzitetni profesor, ustavni sodnik in publicist
- Marija Ude Marinček (1932—2012), pravnica, vrhovna sodnica